# Benjamin F. Randolph
Benjamin Franklin Randolph (1820 - 16 octobre 1868) est un éducateur afro-américain, un aumônier de l'armée pendant la guerre civile, un pasteur méthodiste, rédacteur en chef, homme politique et sénateur de l'État au début de l'ère de la reconstruction en Caroline du Sud. Randolph a été sélectionné pour être l'un des premiers électeurs afro-américains aux États-Unis à la Convention nationale républicaine de 1868, pour le billet présidentiel républicain d'Ulysses Grant. Randolph a également été président du Comité central du Parti républicain de l'État. Il a été délégué à la Convention constitutionnelle de 1868 en Caroline du Sud, où il a joué un rôle important dans la mise en place du premier système d'enseignement public universel dans l'État et dans l'octroi pour la première fois du droit de vote aux hommes noirs et aux non-propriétaires européens. Le 16 octobre 1868, Randolph est assassiné par des membres du KKK.